# Literatura coreana
A literatura coreana, as obras escritas pelos coreanos, foram escritas primeiro em chinês clássico, mais tarde em vários sistemas de transcrição usando caracteres chineses e, finalmente, em Hangul, o alfabeto nacional. Embora a Coréia tenha seu próprio idioma há vários milhares de anos, ela possui um sistema de escrita apenas desde meados do século XV, quando Hangul foi inventado. Como resultado, a atividade literária inicial ocorreu em caracteres chineses.
A Coreia do Sul possui uma história considerada bastante longa, e a sua literatura reflete as ideias e valores únicos do próprio povo coreano. O alfabeto coreano “Hangul” foi criado pelo Rei Sejong da Dinastia Joseon, esse evento teve uma parte muito importante para a história da literatura coreana, uma vez que, com a criação do Hangul, tornou-se possível para o povo criar textos com seu próprio alfabeto, em vez de ter que se utilizar do Chinês Clássico para a produção textual, assim como era feito anteriormente.
A literatura coreana pode ser dividida principalmente em duas fases: Antes e depois do século XIX. A literatura do período anterior ao século XIX é chamada de Literatura Clássica e a literatura do período posterior ao século XIX é denominada Literatura Contemporânea.

## Literatura Contemporânea
A literatura coreana moderna foi estabelecida no final do século XIX, depois do colapso da sociedade tradicional com o contexto da modernização da sociedade coreana. Dessa forma, a literatura moderna foi estabelecida depois do colapso do sistema social feudal e dos costumes da literatura clássica.
A literatura coreana contemporânea foi influenciada pela literatura japonesa e pela literatura ocidental, baseada, principalmente, no desenvolvimento comercial e econômico, tentando superar a regra colonial japonesa. Essa literatura coreana contemporânea também possui conexão com a literatura do Terceiro Mundo, a qual passou pela regra colonial. Hoje em dia, há uma negociação com o mundo da literatura.
Normalmente, a literatura contemporânea coreana é baseada no sol, na lua, nas árvores, flores e entre outros, sendo escrita com experiências humanas vivenciadas em condições limitadas como o amor e a separação entre pessoas, conflitos familiares e reconciliação. Além disso, a literatura inclui as especialidades da nação coreana ao longo de sua experiência histórica.

## Linha do tempo da literatura contemporânea
1876-1910: Período de iluminação, independência, nova educação, pensamento democrático moderno.

1920: Modernização, romantismo, naturalismo e simbolismo.

1930: Modernismo, ficção histórica.

1940 e 1950: A literatura do Período Dividido.

1960 e 1970: Resistência democrática, industrialização.

1980 e 1990: Romance em saga e romance comercial.

1990 – Atualmente: Busca universal pelo valor.

## Literatura Clássica
As origens da literatura coreana remontam a uma forma de arte da Idade da Pedra que combinava dança, música e literatura. Originária das atividades de festivais, essa forma de arte serviu à função política de unificar a sociedade, à função religiosa de identificar e descrever um poder sobrenatural capaz de evitar a calamidade na terra e a função econômica de inspirar atividades produtivas, especialmente as relacionadas à agricultura.
A literatura clássica coreana tem suas raízes nas crenças e contos folclóricos tradicionais da península coreana. Outras influências incluem o confucionismo, o budismo e, em certa medida, o taoísmo. A literatura coreana tradicional, escrita em caracteres chineses (hanja), foi estabelecida ao mesmo tempo em que os caracteres chineses chegaram à península. Os estudiosos coreanos já escreviam poesia no estilo chinês clássico no século IV. Alguns historiadores excluem essas formas de literatura da literatura coreana, argumentando que elas eram meramente formas de literatura chinesa.
Outros argumentam, no entanto, que o fato de caracteres chineses terem sido usados não é motivo suficiente para excluir a literatura do cânon clássico coreano, principalmente porque reflete o pensamento e a experiência coreana. Durante o período da Silla Unificada, uma academia nacional foi fundada para promover a literatura coreana. Na maior parte desta era, as classes superiores coreanas eram bilíngues, falando coreano e escrevendo em chinês clássico como o Japão e Vietnã.

## Poesia
Existem quatro formas poéticas tradicionais principais: Hyangga ("canções nativas"); Pyolgok ("canções especiais") ou Changga ("poemas longos"); Sijo ("melodias atuais"); e Gasa ("versos"). Outras formas poéticas que surgiram brevemente incluem o estilo kyonggi, nos séculos XIV e XV, e o Akchang ("palavras para canções") no século XV. O Akchang mais representativo é Yongbi och'on ka (1445-1447; Canções dos dragões voadores), um ciclo compilado em louvor à fundação da Dinastia Yi. Originalmente, a poesia coreana era para ser cantada, e suas formas e estilos refletem suas origens melódicas. A base de sua prosódia é uma linha de grupos alternados de três ou quatro sílabas, que é provavelmente o ritmo mais natural do idioma.

### Hyangga
A forma poética mais antiga é o hyangga, poemas transcritos no sistema Hyangchal, que datam do período intermediário da dinastia Silla Unificada até o período inicial da dinastia Goryeo (935–1392). Os poemas foram escritos em quatro, oito ou dez linhas. A forma de 10 linhas — possuindo duas estrofes de quatro linhas e uma estrofe final de duas linhas — era a mais popular. Os poetas eram monges budistas ou membros do Hwarangdo, uma escola na qual jovens cavalheirescos eram treinados em virtudes civis e militares, em preparação para o serviço estatal. Dezessete dos vinte e cinco hyangga existentes são budistas em inspiração e conteúdo.

### Pyolgok/Changga
O pyolgok, ou changga, surgiu durante o meio e final do período Goryeo. É caracterizada por um refrão no meio ou no final de cada estrofe. O refrão estabelece um humor ou tom que carrega a melodia e o espírito do poema ou vincula um poema composto de partes discretas com conteúdos diferentes. O tema da maioria desses poemas anônimos é amor, cujas alegrias e tormentos são expressos em linguagem franca e poderosa. Os poemas foram cantados como acompanhamentos musicais principalmente por mulheres artistas conhecidas como kisaeng.

### Sijo e Gasa
O sijo é a forma mais popular e duradoura da poesia coreana. Embora alguns poemas sejam atribuídos a escritores da dinastia Goryeo, o sijo é principalmente uma forma poética da dinastia Joseon (1392–1910). Sijo são poemas de três linhas, em que cada linha tem 14 a 16 sílabas e o número total de sílabas raramente excede 45. Cada linha consiste em grupos de quatro sílabas. Sijo pode lidar com valores éticos confucionistas, mas também existem muitos poemas sobre natureza e amor. Os principais escritores de sijo na primeira metade da dinastia Joseon eram membros da classe alta confucionista (yangban) e dos kisaeng. Na última parte da dinastia Joseon, uma forma mais longa chamada sasŏl sijo ("sijo narrativo") evoluiu. Os escritores dessa forma eram principalmente pessoas comuns; portanto, o assunto incluía tópicos mais práticos, como comércio e corrupção, bem como o tópico tradicional do amor. Além disso, o sasol sijo frequentemente empregava gírias, linguagem vulgar e onomatopeia.
O gasa se desenvolveu quase ao mesmo tempo que o sijo. Em sua fase formativa, o gasa emprestou a forma do tz'u chinês (poesia lírica) ou fu (prosa rimada). O gasa tende a ser muito mais longo do que outras formas de poesia coreana e geralmente é escrito em dísticos balanceados. Qualquer linha de um dístico é dividida em dois grupos, o primeiro com três ou quatro sílabas e o segundo com quatro sílabas. A história do gasa é dividida em dois períodos, sendo a divisão marcada pela invasão japonesa de 1592-1597. Durante o período anterior, o poema tinha geralmente cerca de 100 linhas e tratava de assuntos como beleza feminina, guerra e isolamento. Os escritores eram geralmente yangban. Durante o período posterior, o poema tendeu a ser mais longo e a se preocupar com instruções morais, relatos de viagens, banimento e infortúnios pessoais do escritor. Os escritores posteriores eram geralmente pessoas comuns.

### Akchang
Imediatamente após a fundação da dinastia Joseon, no final do século XIV, e o estabelecimento da nova capital em Seul, um pequeno grupo de canções poéticas chamadas akchang foi escrito para comemorar o início da nova dinastia. Nos seus primeiros exemplos, a forma de akchang era comparativamente livre, baseando seu estilo na poesia clássica chinesa antiga. Enquanto os akchang iniciais eram em sua maioria curtos, o posterior Yongbi och'on ka consiste em 125 cantos.

## Prosa
A literatura em prosa coreana pode ser dividida em narrativas, ficção e miscelânea literária. As narrativas incluem mitos, lendas e contos folclóricos encontrados nos registros escritos. As principais fontes dessas narrativas são os dois grandes registros históricos compilados durante a dinastia Goryeo: Samguk sagi (1146; "Registro Histórico dos Três Reinos") e Samguk yusa (1285; "Memorabilia dos Três Reinos").
Os mitos mais importantes são os que falam a respeito do Sol e da Lua, da fundação da Coreia por Tangun e da vida dos reis anciãos. As lendas se baseavam em acontecimentos locais, nomes pessoais e fenômenos naturais. Os contos folclóricos incluem histórias sobre animais; ogros, goblins e outros seres sobrenaturais; bondade recompensada e o mal punido; e esperteza e estupidez. Como o compilador do Samguk yusa era um mestre zen, sua coleção inclui a vida de santos budistas; a origem de mosteiros, estupas e sinos; relatos de milagres realizados por budas e bodhisattvas; e outros contos ricos em elementos xamanistas e budistas. As compilações feitas no período Goryeo preservaram as histórias dos tempos pré-históricos, dos Três Reinos e da dinastia Silla e continuaram sendo as fontes básicas para esse tipo de material. Compilações posteriores feitas durante a dinastia Joseon serviram como uma importante fonte de materiais para a ficção da dinastia Joseon.
A ficção coreana pode ser classificada de várias maneiras. Primeiro, há ficção escrita em chinês e escrita em coreano. Segundo, existem trabalhos curtos de um volume, trabalhos "médios" de cerca de 10 volumes e trabalhos longos de mais de 10 volumes. Terceiro, existem obras de escritores yangban (nobreza da Coreia dinástica durante a Dinastia Joseon) e de escritores comuns. Em relação à última classificação, no entanto, há também um grupo de obras de ficção nas quais os pontos de vista do yangban e do plebeu são combinados. A maior parte dessa ficção foi baseada nas narrativas mencionadas acima, adicionando incidentes e personagens à história original. Não é possível atribuir datas ou autores definidos para a maioria desses trabalhos. As histórias são geralmente didáticas, enfatizando a conduta moral correta e quase sempre têm finais felizes. Outra característica geral é que as narrativas escritas pelos autores yangban são ambientadas na China, enquanto as escritas pelos plebeus são ambientadas na Coreia.
A miscelânea literária consiste em anotações aleatórias do yangban sobre quatro grandes tópicos: história, biografia, autobiografia e crítica poética. Como a ficção, essas anotações eram consideradas fora do domínio da oficialmente sancionada prosa chinesa (por exemplo, memoriais, encômios e registros), mas forneciam ao yangban uma saída para a sua expressão pessoal. Assim, a descrição dos costumes, maneiras e espírito dos tempos em que foram escritos torna esses escritos uma parte essencial da prosa coreana.

## Literatura Oral

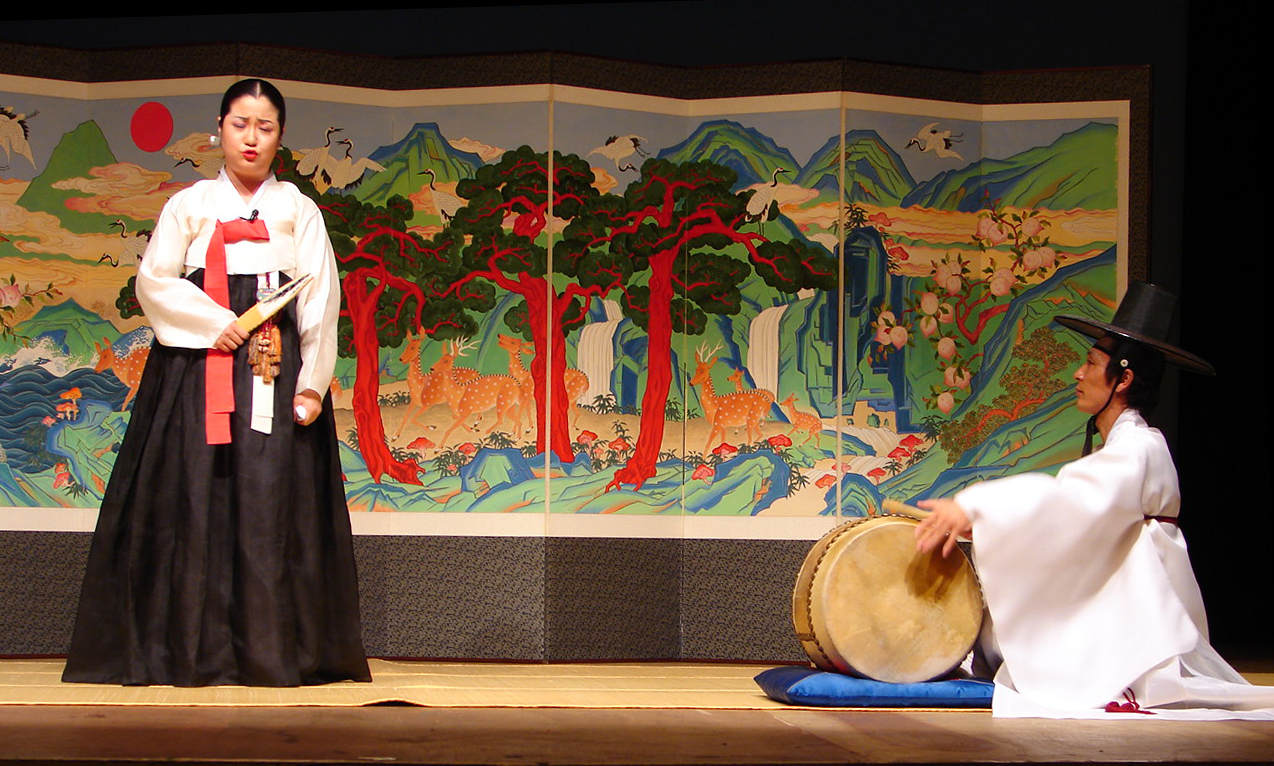
Performance de Pansori no Centro Cultural de Busan, Coreia do Sul

A literatura oral inclui todos os textos que foram transmitidos oralmente de geração em geração até a invenção do Hangul — baladas, lendas, peças de máscaras, textos de espetáculos de marionetes e textos Pansori ("canto de histórias").
Apesar da atividade literária ser altamente desenvolvida desde o início da história coreana, as letras das músicas não foram gravadas até a invenção de Hangul. Esses textos transmitidos oralmente são categorizados como baladas e são classificados de acordo com o cantor (masculino ou feminino), o assunto (sobre orações, trabalho, lazer) e o estilo de canto regional (área da capital, oeste e sul). As músicas de muitos artistas vivos, alguns dos quais foram designados como “tesouros nacionais intangíveis” pelo governo sul-coreano, ainda estão sendo gravadas.

### Lendas
As lendas incluem todas as histórias folclóricas transmitidas oralmente que não foram registradas em nenhum registro escrito. Essas lendas foram por muito tempo a principal forma de entretenimento literário apreciado pelo povo comum. Elas com elementos como animais personificados, truques elaborados, a participação dos deuses nos assuntos humanos e a origem do universo.

### Peças de máscara

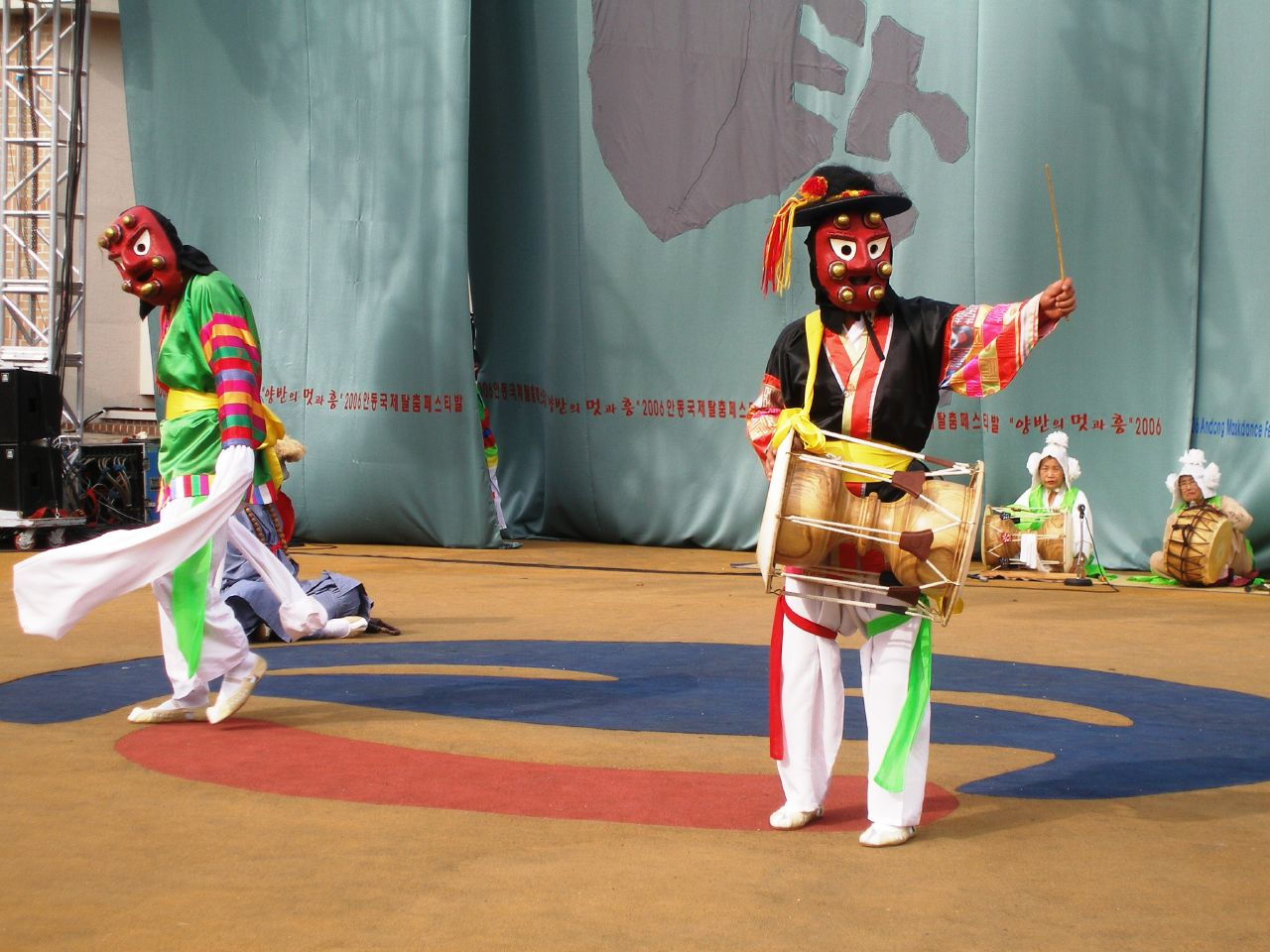
Peça coreana com máscaras

As peças de máscara são encontradas nas províncias de Hahoe, Chinju, T'ongyŏng, Kimhae e Tongnae nas províncias de Kyŏngsang do norte e do sul; Yangju na província de Kyŏnggi; Pongsan na província de Hwanghae; e Pukch'ng na província de Hamgyŏng do sul. As peças mais representativas são o gênero sandae kŭk de Yangju, o pyŏlsin kut de Hahoe e o okwangdae nori (peça de cinco atores) de Chinju. Embora a origem dessas peças seja incerta, presume-se que elas tenham se desenvolvido a partir de cerimônias comunitárias primitivas. Gradualmente, o aspecto cerimonial das peças desapareceu e suas características dramáticas e cômicas foram exploradas.
O diálogo neste tipo de peça era flexível, os atores eram livres para improvisar e satirizar conforme a ocasião exigisse. As peças não eram realizadas no palco e não havia limites precisos quanto ao espaço ou tempo em que as apresentações ocorriam. O público não apenas assista à peça mas também tradicionalmente respondia vocalmente a ela. A organização das máscaras - através da repetição e variedade - alcança um efeito notável de unidade dramática.

### Espetáculos de marionetes
Existem apenas dois textos de espetáculos de marionetes, Kkoktukaksi nori (também chamado de Pak Ch’ŏmjikuk; "Peça do antigo Pak") e Mansŏk chung nori. Ambos os títulos são derivados de nomes de personagens nas peças. Nenhuma teoria foi formulada sobre a origem e o desenvolvimento dessas peças. Os enredos das peças de marionetes, como os das máscaras, estão cheios de críticas sociais satíricas. Os personagens — Pak Ch'm-Ji, governador de P'yŏngam, Kkoktukaksi, monge budista e Hong Tong-Ji — dançam e cantam, encenando histórias familiares que expõem a má conduta das classes dominantes.

### Textos Pansori
Os textos pansori da dinastia Joseon foram registrados pela primeira vez no século XIX, mas as formas escritas foram posteriormente expandidas para ficção pansori, amplamente lida entre as pessoas comuns. Essa transformação de poesia em ficção narrativa foi facilmente realizada, pois os pansori sempre foram narrativos. Originalmente, todo o repertório de performance pansori consistia em 12 madang ("títulos"). Embora todos os 12 permaneçam como ficção narrativa, apenas cinco deles são cantados atualmente. Os textos evoluíram gradualmente a partir das lendas, que forneceram seu conteúdo e foram alteradas e ampliadas à medida que passavam de um artista para outro.

## Contos

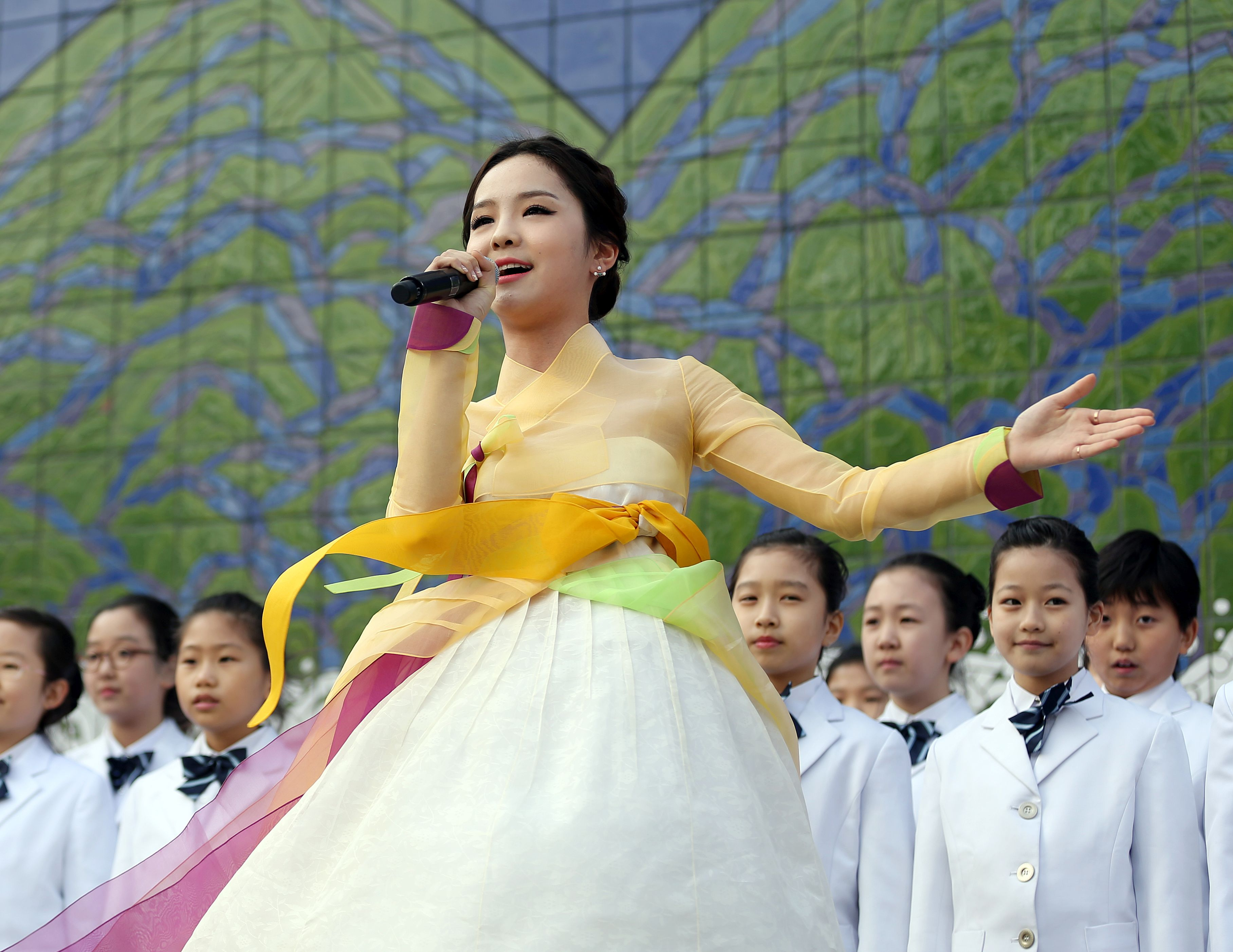
Song So-Hee performando Arirang

### Arirang
Arirang é um gênero popular de canto lírico transmitido e recriado por via oral. Existe em várias formas tradicionais, bem como em arranjos sinfônicos e modernos. Arirang normalmente contém uma melodia suave e lírica, acompanhada pelo refrão: "Arirang, arirang, arariyo, Sobre a colina de Arirang, você vai". As músicas de Arirang falam sobre partida e reunião, tristeza, alegria e felicidade. As várias categorias diferem de acordo com a letra e a melodia usada; as 36 versões conhecidas de Arirang também passaram por desenvolvimento contínuo.
O Arirang é realizado em várias ocasiões entre familiares, amigos e comunidades, bem como em ocasiões públicas e festividades. As crianças aprendem as músicas de seus pais e vizinhos, na escola e em outros ambientes. As trupes de arte profissionais em Pyongyang desempenham diferentes formas de Arirang, enquanto as sociedades de salvaguarda desempenham um papel importante na representação, preservação e transmissão de versões locais. As canções folclóricas de Arirang reforçam as relações sociais, contribuindo assim para o respeito mútuo e o desenvolvimento social pacífico, e ajudam as pessoas a expressar seus sentimentos e a superar o sofrimento. Eles funcionam como um importante símbolo de unidade e ocupam um lugar de orgulho nas artes cênicas, cinema, literatura e outras obras de arte contemporânea.
No final da dinastia Joseon, Arirang se espalhou por todo o país, além de Gangwon-do e suas regiões vizinhas, criando versões de Arirang em cada região. É uma balada folclórica bem conhecida. Durante o período colonial japonês, Nawoon-Gyu fez “Seoul Jajin Arirang” como a música “Arirang”, enquanto fazia uma série de filmes chamados Arirang, e a música mudou levemente para o período moderno, e Bonjoarirang Seoul foi criado. Era popular entre os estrangeiros e era considerada uma canção folclórica coreana representativa. Nessa época, havia inúmeros Arirangs em cada região, formando ao todo um hino, mas esses quase desapareceram nos últimos anos. Dentre os muitos Arirang, Arirang Bonjo é o mais usado ativamente em festivais modernos e recentemente organizado em estilo de música popular. Há uma versão de Arirang cantada pelo grupo de K-pop BTS, embaixadores e grandes difusores da cultura coreana a nível global, acompanhados por outros grupos do gênero, como abertura do festival K-Con 2016, na França.

### Cheong Jeon
O contexto histórico é muito interessante e aborda uma faceta da realidade pouco abordada, em especial na literatura ocidental.  A principal referencia acerca dessa temática perfilam um estudo sobre deficiências na literatura. Alegadamente a primeira citação sobre deficiências físicas se encontra em Samguk Sagi (A história dos três Reinos, 1145). Este livro documenta o Rei Yuri Isageum de Silla (um reino que existiu de 57 a.C a 935 d.C), que proporcionou alimentos para viúvas, órfãos, pessoas sem famílias, idosos, deficientes físicos e pessoas que eram incapazes de se manterem sozinhos no inverno de 25 d.C. Similarmente, há registros acerca de Goguyeo (37ª.C a 668 d.C) e de Bakje (18 a.C a 660 d.C) sobre políticas de distribuição por volta do século IV.
As histórias de pessoas com deficiência física no texto de Sanguk Yusa (História dos Três Reinos, compilada em aproximadamente 1280 por Illyeon) fornecem textos ricos nos quais é possível explorar o significado da desabilidade (deficiência) que permeava a Coreia anciã do século IV a.C. ao século XVII. Há histórias sobre pessoas deficientes sendo exorcizadas e recebendo visões e sendo curadas pelo poder do Budismo. Estas histórias demonstram como as deficiências foram apropriadas para expandir o poder e a influência do Budismo. Paralelamente, há uma história na qual a filha é recompensada por vender-se como escrava para auxiliar sua mãe cega, e esta história também é usada para enfatizar os valores confucionistas de piedade filial (A estória de Ji’eun em Samguk Sagi e a filha leal em Samguk Yusa).
Por fim, histórias similares aparecem posteriormente, incluindo “Sim Cheong Jeon” (A história de Sim Cheong). Personagens com alguma deficiência em outros contos confucionistas promovem desafios morais aos personagens que não possuem deficiências físicas, ao transpassá-las. É comum interpretar tetos anciãos que abordam o tema da deficiência como uma punição moral sobre fazer coisas erradas, assim como a reflexão sobre carma e vidas passadas. 
A história de Cheong Jeon lida com o conto de um pai cego cuja deficiência é eventualmente curada através do sacrifício de sua filha. Hoje, é um conto que foi filmografado diversas vezes em algumas versões, sendo a de 1937 a maior referência. O conto também é referenciado em letras de músicas coreanas, sendo a música "Twit" da cantora Hwasa, do grupo de k-pop Mamamoo, um dos exemplos.

### Hong gil-dong
Este conto narra a história de Jang Gil-son, um personagem gigante masculino amplamente reconhecido na tradição oral coreana. Embora o número de gravações orais das narrativas de Jang Gilson seja pequeno, os contos são observados em todo o país. Existem dois tipos diferentes de narrativas sobre Jang.
O primeiro tipo é sobre Jang criando características geográficas com seus próprios excrementos. Jang Gil-filho era tão grande que não havia roupas que lhe servissem, o que o rei considerava lamentável e, portanto, possuía uma roupa feita sob medida para ele, com tecido enviado das três províncias do sul. Jang estava tão feliz que dançou e empinou seus movimentos tão grandes que bloquearam o sol e arruinaram a colheita. Os agricultores revoltados perseguiram Jang por todo o caminho até a Manchúria, onde Jang cavou a terra para comer e, com seus excrementos, criou montanhas e rios.
No segundo tipo, o povo das três províncias do sul colecionou tecido de cânhamo para fazer roupas para Jang, mas a sombra de Jang arruinou a colheita. O governo sentenciou Jang à punição de açoites, mas seu corpo era tão grande que os policiais não conseguiram localizar sua parte inferior e, no final, não conseguiram açoitá-lo.
Jang Gil-son é um gigante masculino e criador geográfico, comparável a gigantes da mitologia coreana como Magohalmi (avó Mago) e Seolmundaehalmang (avó Seolmundae), mas os contos oferecem uma caricatura de um criador enfraquecido, enfatizando seu físico gigante e seus excrementos. 

## Obras memoráveis

### "The Camellias" por Kim Yujeong
“Dongbaek Flower” ou somente The Camellias (동백꽃/A Flor de Camélia, em tradução livre) é um dos contos mais famosos de Kim Yu-Jeong, publicado em 1938. Nesta literatura, Kim Yu-Jeong usou ativamente a gramática coreana tradicional, por meio de linguagens com sintaxe nativa como dialetos, linguagem coloquial e até alguns palavrões. Até os dias atuais, o autor é reconhecido como um dos mestres dos contos coreanos.
The Camellias conta a história do primeiro amor entre uma menina de alta classe e um jovem subordinado de sua família. A história possui um tom bem humorado e peculiar, demonstrado pelas iniciativas cômicas em que a jovem menina mostra ao tentar se aproximar do jovem avoado. Um dos exemplos são o “acidente da batata” e a “luta entre os galos”, que são os incidentes mais memoráveis das tentativas falhas da jovem em demonstrar seu afeto. Contado da perspectiva do garoto, o conto entretém ao oferecer uma imagem dos coreanos rurais.
Uma das grandes referências sobre a escrita de Kim Yujeong é o conflito causado por seu simbolismo. Quando a garota é ousada o suficiente para oferecer uma batata quente ao garoto, ele só pode vê-la como emblemática de seu desprezo por ele, enquanto para o leitor fica claro que é realmente uma representação de seu coração. Uma história de amor violenta com um final bonito, The Camellias mostra uma qualidade literária difícil de definir, mas igualmente fácil de identificar como coreana.

### "Confessions" por Yun Dong-Ju
O poema “참회록” (Confissões/Registro Penitenciário, em tradução livre) de Yun Dong-Ju foi publicado em 1942, ainda no período do domínio colonial japonês sobre a Coreia. O seu poema demonstra uma representação honesta do lado interno dos seres humanos, ao constantemente mostrar uma reflexão sobre si mesmo. Confissões foi a última coisa que ele escreveu em sua terra natal.
Em 1943, ele foi preso junto a seu amigo Song Mong-gyu por policiais japoneses, sendo acusado de promover campanhas em prol da independência de seu país. Eles foram sentenciados com 2 anos na prisão e morreram 6 meses antes da independência da Coreia, enquanto cumpriam sua sentença na prisão de Fukuoka, em Kyunshu, no Japão.
O fluxo geral do poema é composto por um objeto poético: espelhos. Espelhos aparecem com frequência na obra, como um símbolo de reflexão e para mostrar que o eu-lírico se enxerga objetivamente através dos olhos dos outros. Ele questiona que nós nos enxergamos através de um espelho diversas vezes ao dia e indaga o por quê de nós nos vermos através de um espelho: é por que não conseguimos ver todo o nosso corpo somente com nossos olhos ou há outros motivos? No poema, ele diz que a maneira que ele olha para si mesmo enquanto faz coisas mundanas como remover uma mancha de sua roupa e quando ele olha para si mesmo através de uma superfície reflexiva são totalmente diferentes.
| Original | Tradução Em Português | Tradução Em Inglês |
| --- | --- | --- |
| 참회록 파란 녹이 낀 구리 거울 속에 내 얼굴이 남아 있는 것은 어느 왕조의 유물이기에 이다지도 욕될까. 나는 나의 참회(懺悔)의 글을 한 줄에 줄이자. 만(滿) 이십사 년 일 개월을 무슨 기쁨을 바라 살아 왔던가. 내일이나 모레나 그 어느 즐거운 날에 나는 또 한 줄의 참회록(懺悔錄)을 써야 한다. 그 때 그 젊은 나이에 왜 그런 부끄런 고백(告白)을 했던가. 밤이면 밤마다 나의 거울을 손바닥으로 발바닥으로 닦아 보자. 그러면 어느 운석(隕石) 밑으로 홀로 걸어가는 슬픈 사람의 뒷모양이 거울 속에 나타나온다. | Confissões O reflexo da fisionomia de meu rosto Em um espelho de cobre com ferrugem azul, Eu me pergunto o por quê desse olhar com tanta desgraça, E a qual dinastia seus restos pertencem. Deixe-me em uma linha encurtar meu remorso Pelos últimos 24 anos e 1 mês Para quê eu vivi? Para qual júbilo? Amanhã, ou no dia após, ou em um dia de alegria Eu preciso escrever mais uma linha de arrependimento. Eu me pergunto então, naquela idade tão jovem, Por que eu confessei um remorso tão vergonhoso. Noite após noite, permita-me, meu espelho Sob palmas e solas, limpar-me. Então um homem, andando só debaixo de um meteoro Uma figura aflita, cujas costas Aparecem no espelho. | Confessions The reflected visage of my face On a copper mirror rusted in blue, I wonder why it looks in such a disgrace, For which dynasty the remains belong to. Let me on one line shorten my compunction. For the past twenty four years and one month What have I lived for, for what jubilation? Morrow, or day after morrow, or on some day of joyance I have to write down another line of repentance. I wonder why then, in that young age, I had confessed such a shameful rummage. Night after night, let me my mirror With palms and soles scour. Then a man walking lone under some meteor In sorrow, whose hind figure Does turn up in the mirror. |